# Matthew Etherington
Matthew Etherington, född 14 augusti 1981 i Truro i sydvästra England, är en engelsk fotbollsspelare. Han spelade senast för Premier League-klubben Stoke City, vilka han lämnade efter säsongen 2013/2014.